# Burgstall Schlossbuckel (Oberrot)
Der Burgstall Schlossbuckel bezeichnet eine abgegangene Burg in der Gemeinde Oberrot im Landkreis Schwäbisch Hall in Baden-Württemberg.

## Geographische Lage
Die Burg stand etwa 2,5 km nordwestlich der Ortsmitte von Oberrot auf dem Schlossbuckel, einem Nordsporn mit rundlicher Höhenkuppe zwischen den Tälern der Fichtenberger Rot im Osten und des ihr fast gegenläufig bei der Ebersberger Sägmühle zufließenden Maßlensbachs im Westen. Der nächste etwas größere Ort der Gemeinde ist Obermühle im etwas abwärtigen Rottal.

## Geschichte
Das schon vor dem 11. Jahrhundert bestehende Geschlecht der Herren von Rot, die in Abhängigkeit zu den Grafen von Comburg standen, hatte im 11. Jahrhundert seinen Stammsitz auf der Burg auf dem Schlossbuckel. Nach 1268  traten die Herren von Rot in den Dienst der Schenken von Limpurg. Nachdem ihre Burg unbrauchbar geworden war, bauten sie sich um 1290 in der Ortsmitte ein ansehnliches Haus, das im Städtekrieg (1449 bis 1450) niedergebrannt wurde. Zwischen 1367 und 1371 ging fast ihr gesamter Besitz durch Kauf an die Schenken von Limpurg. 1542 starb der letzte männliche Nachkomme des Roter Adelsgeschlechts, Fritz von Rot.
Von der ehemaligen Burganlage ist, abgesehen von Wällen und Gräben, nichts mehr erhalten.